# Parafia Świętych Piotra i Pawła w Olbrachcicach
Parafia Świętych Apostołów Piotra i Pawła w Olbrachcicach – parafia rzymskokatolicka znajdująca się w Olbrachcicach w kraju morawsko-śląskim w Czechach. Należy do dekanatu Karwina diecezji ostrawsko-opawskiej.
Msze prowadzone są również w języku polskim dla polskiej mniejszości.

## Historia
Zarówno parafia jak i miejscowość zostały po raz pierwszy wymienione w spisie świętopietrza, sporządzonym przez archidiakona opolskiego Mikołaja Wolffa w 1447 pośród innych parafii archiprezbiteratu (dekanatu) w Cieszynie, pod nazwą Albrothsdorff. Na podstawie wysokości opłaty w owym sprawozdaniu liczbę ówczesnych parafian (we wszystkich podległych wioskach) oszacowano na 150.
W okresie Reformacji kościół został przejęty przez ewangelików. 26 marca 1654 został im odebrany przez specjalną komisję. Parafia katolicka nie została po tym okresie wznowiona. W połowie XIX wieku była filią parafii w Karwinie.
W 1766 rozebrano kościół w Olbrachcicach i na jego miejscu postawiono nowy, również drewniany, posiadający obecnie status obiektu zabytkowego. Wnętrze kościoła zostało wykonane w stylu barokowym. Nadzór architektoniczny nad budową pełnił Jan Glombek.
Po wojnach śląskich i oddzieleniu granicą od diecezjalnego Wrocławia, będącego w odtąd w Królestwie Prus, do zarządzania pozostałymi w Monarchii Habsburgów parafiami powołano w 1770 Wikariat generalny austriackiej części diecezji wrocławskiej. Po I wojnie światowej i polsko-czechosłowackim konflikcie granicznym Olbrachcice znalazły się w granicach Czechosłowacji, wciąż jednak podległe były diecezji wrocławskiej, pod zarządem specjalnie do tego powołanej instytucji zwanej: Knížebiskupský komisariát niský a těšínský. W 1938 parafie Zaolzia podległe zostały diecezji katowickiej, a w 1940 z powrotem diecezji wrocławskiej. W 1947 obszar ten wyjęto ostatecznie spod władzy biskupów wrocławskich i utworzono Apostolską Administraturę w Czeskim Cieszynie, podległą Watykanowi. W 1978 obszar Administratury podporządkowany został archidiecezji ołomunieckiej. W 1996 wydzielono z archidiecezji ołomunieckiej nową diecezję ostrawsko-opawską.
W latach 1935–1938 w Olbrachcicach wybudowano nowy kościół murowany i odtąd nabożeństwa w starym kościele drewnianym odbywają się nieregularnie.